# Ainuski jezik (Japan)
Ainuski jezik (ISO 639-3: ain; アイヌ イタㇰ, ainu itak), jezik istoimenog naroda Ainu koji se govori na Kurilima (Tsishima) i Hokaidu, Japan, a prije i na otoku Sahalinu, Rusija. U prošlosti je postojalo najmanje 19 dijalekata, među kojima sahalinski ainu, taraika i kurikski ainu. Danas ovim jezikom govori desetak osoba (15 u Japanu; 1996 A. Vovin), od 15 000 etničkih Ainua koji se sada koriste japanskim. 
Jezik ainu nesrodan je svim ostalim jezicima na svijetu. Piše se pismom katakana i latinicom.
Ne smije se brkati s turkijskim jezikom ainu [aib].

## Vanjske poveznice
- Ethnologue (14th)
- Ethnologue (15th)